# EditPlus
EditPlus是Windows下的一个文本编辑器。支持语法高亮，自动完成等功能。可通过FTP远程编辑。EditPlus由韓國人Kim Sang-il（김상일）開發。

## 概述
EditPlus是一款小巧但是功能强大的可处理文本、HTML和程序语言的32位编辑器。EditPlus拥有无限制的撤消与重做、英文拼字检查、自动换行、列数标记、搜寻取代、同时编辑多文件、全屏幕浏览甚至监视系统剪切板等功能。EditPlus支持语法高亮；支持代码折叠；支持代码自动完成，不支持代码提示功能。
默认支持HTML、CSS、PHP、ASP、Perl、C/C++、Java、JavaScript和VBScript等语法高亮显示，通过定制语法文件，可以扩展到其他程序语言。
提供了多工作窗口。不用切换到桌面，便可在工作区域中打开多个文档。
正确地配置Java的编译器“Javac”以及解释器“Java”后，使用EditPlus的菜单可以直接编译执行Java程序
EditPlus提供了与Internet的连接，可以在EditPlus的工作区域中打开浏览窗口。